# Jan Aleksander Fredro
Jan Aleksander Fredro des armoiries Bończa (en), né le 2 septembre 1829 à Lwów, et mort  le 15 mai 1891 à Siemianice, est un dramaturge, mémorialiste, et indépendantiste polonais, vice-président de la Société polonaise de gymnastique "Sokół" (en) à Lwów en 1867.

## Biographie
Jan Aleksander est le fils unique du comte et dramaturge Aleksander Fredro et de Zofia Jabłonowska (pl)fille du comte et mécène Stanisław Skarbek (pl). Fredro participe à la Révolution hongroise de 1848. Il se distingue lors de plusieurs batailles et il est décoré de l'Ordre militaire de Virtuti Militari. À la suite de la défaite du soulèvement, il suit l'état major du général Henryk Dembiński en Turquie puis rejoint la France et Paris en 1850. Autorisé à revenir en Galicie en 1857 sous surveillance, il reprend le domaine familial et marche avec succès dans les pas littéraires de son père. Sa satire est gaie et légère. 
En 1858, il épouse Maria Mierówna (1839-1862) dont Andrzej Maksymilian Fredro (pl) (1859–1898), propriétaire foncier et parlementaire allemand connu comme écrivain.

## Sources
- Księga Pamiątkowa ku uczczeniu dwudziestej piątej rocznicy założenia Towarzystwa Gimnastycznego "Sokół" we Lwowie, Lwów 1892, s. 19
- Pamiętnik Jenerała Wysockiego, dowódcy Legionu Polskiego na Węgrzech, Kraków, 1888